# Abdulqədir Abdullayev
Abdulqədir Abdullayev  (en ruso: Абдулкадир Абдуллаев, Abdulkadir Abdulayev; Akushá, URSS, 17 de julio de 1988) es un deportista azerbaiyano, de origen daguestano, que compitió en boxeo.
Ganó una medalla de bronce en el Campeonato Mundial de Boxeo Aficionado de 2015, en el peso pesado. En los Juegos Europeos de Bakú 2015 obtuvo una medalla de oro en el mismo peso. Participó en los Juegos Olímpicos de Río de Janeiro 2016, ocupando el quinto lugar en el peso pesado.

## Palmarés internacional
| Campeonato Mundial | Campeonato Mundial | Campeonato Mundial | Campeonato Mundial |
| Año                | Lugar              | Medalla            | Categoría          |
| ------------------ | ------------------ | ------------------ | ------------------ |
| 2015               | Doha (Catar)       | Medalla de bronce  | 91 kg              |
| Juegos Europeos    |                    |                    |                    |
| Año                | Lugar              | Medalla            | Categoría          |
| 2015               | Bakú (Azerbaiyán)  | Medalla de oro     | 91 kg              |